# Couzon (rivière)
Pour les articles homonymes, voir Couzon (homonymie).
Le Couzon est une rivière française qui coule dans le département du Puy-de-Dôme (et de la Loire), en région d'Auvergne-Rhône-Alpes. C'est un affluent de la Dore en rive droite, donc un sous-affluent de la Loire par l'Allier.

## Géographie
De 22,4 km de longueur, le Couzon naît à la limite entre les territoires de Noirétable (département de la Loire) et de La Renaudie (département du Puy-de-Dôme), dans une zone fort boisée des monts du Forez, sur le versant occidental du mont Vimont (1 348 mètres), à 1 167 m d'altitude. 
Peu après sa naissance, elle s'engage définitivement dans le Puy-de-Dôme. Son orientation générale va de l'est vers l'ouest. 
Le Couzon se jette dans la Dore, en rive droite, à 311 m d'altitude, sur le territoire de la commune de Courpière, pittoresque localité située au confluent des deux cours d'eau, et située à une douzaine de kilomètres au sud (en amont) de Thiers.

## Hydronymie
Nom probablement d'origine Celtique formé à partir du radical Cosa signifiant « rivière de région montagneuse ».

### Communes et cantons traversés
Le Couzon traverse ou longe les communes suivantes :
- département de la Loire : Noirétable ;
- département du Puy-de-Dôme : La Renaudie, Vollore-Montagne, Vollore-Ville, Aubusson-d'Auvergne, Augerolles et Courpière.

Soit en termes de cantons, le Couzon prend source dans le canton de Boën-sur-Lignon, traverse le canton de Thiers, et conflue dans le canton des Monts du Livradois, le tout dans les arrondissements de Montbrison et de Thiers.

### Bassin versant
Le Couzon traverse une seule zone hydrographique « Le Couzon & ses affluents » (K294) de 82 km2 de superficie. Ce bassin versant est constitué à 58,76 % de « forêts et milieux semi-naturels », à 40,68 % de « territoires agricoles », à 0,85 % de « territoires artificialisés ». 

### Organisme gestionnaire
L'organisme gestionnaire est le parc naturel régional du Livradois-Forez.

## Affluents
Le Couzon a cinq tronçons ou affluents référencés :
- le ruisseau de la Paie (rg[note 1]), 2,4 km sur les trois communes de Vollore-Montagne, La Renaudie, Augerolles.
- le Trinquart (rd), 5,6 km sur les deux communes de Vollore-Montagne (source) et Volloré-Ville (confluence) avec un affluent :
  - le ruisseau de Bournier (rd), 2,5 km sur les deux communes de Vollore-Montagne (confluence) et Noiretable (source).
- le ruisseau du Moulin Bourrat (rd), 2,8 km sur les deux communes de Vollore-Montagne (source) et Volloré-Ville (confluence)
- le ruisseau d'Espinasse ou ruisseau Foulnoux ou ruisseau la Valpète (rd), 8,2 km sur les trois communes de Courpière (confluence), Vollore-Ville (source), Aubusson-d'Auvergne.
- le ruisseau le Renard (rg), 4,6 km sur les deux communes de Courpière et Sauviat.

### Rang de Strahler
Donc son rang de Strahler est de trois.

## Hydrologie
Le Couzon est une rivière fort généreusement alimentée par les précipitations abondantes des monts du Forez. 

### Le Coupon à Courpière
Son débit a été observé depuis le 1er janvier 1951 , à 341 m d'altitude, à Courpière, localité du département du Puy de Dôme située au niveau de son confluent avec la Dore. La surface ainsi étudiée est de 74,5 km2, soit la quasi-totalité du bassin versant de la rivière.
Le module de la rivière à Courpière est de 1,30 m3/s.
Le Couzon présente des fluctuations saisonnières de débit bien marquées et typiques de bien des cours d'eau du Massif central auvergnat. Les hautes eaux se déroulent en hiver et au printemps, et se caractérisent par des débits mensuels moyens allant de 1,65 à 1,86 m3/s, de décembre à mai inclus (avec un maximum en janvier-février). À partir du mois de juin, le débit baisse rapidement jusqu'aux basses eaux d'été qui ont lieu de juillet à septembre inclus, entraînant une baisse du débit mensuel moyen jusqu'à 0,612 m3/s au mois d'août, ce qui reste très confortable pour un cours d'eau de cette taille. Mais ces moyennes mensuelles ne sont que des moyennes et cachent des fluctuations bien plus prononcées sur de courtes périodes ou selon les années.

### Étiage ou basses eaux
Aux étiages, le VCN3 peut chuter jusque 0,078 m3/s (78 litres), en cas de période quinquennale sèche, ce qui est loin d'être sévère pour un cours d'eau au bassin aussi exigu.

### Crues
Les crues peuvent être assez importantes, compte tenu de l'exigüité du bassin versant. Les QIX 2 et QIX 5 valent respectivement 18 et 28 m3/s. Le QIX 10 est de 34 m3/s, le QIX 20 de 40 m3/s, tandis que le QIX 50 se monte à 48 m3/s.
Le débit instantané maximal enregistré à Courpière a été de 77,5 m3/s le 1er juillet 1977, tandis que la valeur journalière maximale était de 27,8 m3/s le 18 mars 1988. En comparant la première de ces valeurs à l'échelle des QIX de la rivière, il apparaît que cette crue était largement supérieure au QIX 50, c'est-à-dire plus que cinquantennale, sans doute même plus que centennale, et donc tout à fait exceptionnelle. La hauteur maximale instantanée a été de 202 cm soit 2,02 m le 31 juillet 1977,.

### Lame d'eau et débit spécifique
Le Couzon est une rivière fort abondante, dans le contexte généralement bien arrosé du Massif central. La lame d'eau écoulée dans son bassin versant est de 552 millimètres annuellement, ce qui représente près du double de la moyenne d'ensemble de la France (plus ou moins 320 millimètres/an) ou du bassin de l'Allier (326 millimètres/an). Le débit spécifique (ou Qsp) atteint 17,5 litres par seconde et par kilomètre carré de bassin.

## Aménagements et écologie
Le bassin versant fait partie du Parc naturel régional du Livradois-Forez.